# Сейджан (Марказі)
Сейджан (перс. سيجان) — село в Ірані, у дегестані Хосров-Бейк, у бахші Міладжерд, шахрестані Коміджан остану Марказі. За даними перепису 2006 року, його населення становило 208 осіб, що проживали у складі 56 сімей.

## Клімат
Середня річна температура становить 11,19°C, середня максимальна – 30,14°C, а середня мінімальна – -10,98°C. Середня річна кількість опадів – 284 мм.
| Клімат поселення                              | Клімат поселення | Клімат поселення | Клімат поселення | Клімат поселення | Клімат поселення | Клімат поселення | Клімат поселення | Клімат поселення | Клімат поселення | Клімат поселення | Клімат поселення | Клімат поселення | Клімат поселення |
| Показник                                      | Січ.             | Лют.             | Бер.             | Квіт.            | Трав.            | Черв.            | Лип.             | Серп.            | Вер.             | Жовт.            | Лист.            | Груд.            |                  |
| Середній максимум, °C                         | 6,74             | 8,65             | 13,32            | 18,67            | 22,86            | 29,28            | 30,14            | 29,38            | 25,06            | 19,80            | 12,77            | 7,54             |                  |
| Середня температура, °C                       | −2,12            | −0,21            | 4,48             | 9,81             | 14,02            | 20,42            | 23,99            | 23,25            | 18,92            | 13,65            | 6,62             | 1,41             |                  |
| Середній мінімум, °C                          | −10,98           | −9,07            | −4,37            | 0,96             | 5,14             | 11,56            | 17,85            | 17,11            | 12,79            | 7,51             | 0,49             | −4,72            |                  |
| Норма опадів, мм                              | 41               | 36               | 49               | 41               | 37               | 7                | 1                | 1                | 1                | 9                | 24               | 37               |                  |
| Середньомісячна швидкість вітру, м/с          | 1.76             | 2.30             | 2.85             | 3.16             | 2.57             | 2.44             | 2.46             | 2.35             | 2.23             | 2.09             | 1.68             | 1.52             |                  |
| Середньомісячна сонячна радіація, кДж/м²·день | 8481             | 11487            | 14287            | 17888            | 22094            | 26905            | 26056            | 23881            | 20627            | 15031            | 10549            | 8344             |                  |
| --------------------------------------------- | ---------------- | ---------------- | ---------------- | ---------------- | ---------------- | ---------------- | ---------------- | ---------------- | ---------------- | ---------------- | ---------------- | ---------------- | ---------------- |
| Джерело:                                      |                  |                  |                  |                  |                  |                  |                  |                  |                  |                  |                  |                  |                  |